# Resident Evil 6
Resident Evil 6, connu au Japon sous le titre Biohazard 6 (バイオハザード6), est un jeu vidéo de tir à la troisième personne développé et édité par Capcom. Le jeu est sorti le 2 octobre 2012 sur PlayStation 3 et Xbox 360, en mars 2013 sur PC et le 29 mars 2016 sur PlayStation 4 et Xbox One.
Il s'agit du premier opus de la série réunissant Chris et Leon, les deux principaux protagonistes masculins de la franchise. Il s'agit du troisième épisode à être doublé en français après Resident Evil: Revelations et Resident Evil: Operation Raccoon City.

## Synopsis
Il y a quinze ans, la ville de Raccoon City a été détruite par un missile nucléaire, tiré par l'armée américaine sur ordre du président des États-Unis, afin d'enrayer la propagation du Virus T. L'implication du gouvernement américain dans cette affaire n'a jamais été révélée aux citoyens, mais Adam Benford, l'actuel président, compte dévoiler toute la vérité entourant cette affaire.
Alors qu'il est en visite officielle à Tall Oaks, une attaque bioterroriste le visant a lieu. Comme de nombreuses autres victimes, le président est infecté et se transforme en zombie, il se retrouve alors confronté à sa propre équipe de protection : Leon S. Kennedy et sa partenaire Helena Harper. Ces derniers, poursuivis pour l'assassinat du président, simulent leur propre mort et partent alors en croisade contre les auteurs de cette attaque.
Au même moment, à l'autre bout du monde, à Lanshiang en Chine, Chris Redfield et son coéquipier Piers Nivans sont confrontés à une attaque bioterroriste de grande ampleur. Membres du BSAA (Bioterrorism Security Assessment Alliance), les deux agents vont tenter de maîtriser la situation et de faire revenir l'espoir. Ils finiront par croiser le chemin de Leon et Helena, ainsi que celui de Jake Muller et Sherry Birkin, envoyés dans la république Edonie en Europe de l'Est.
Ces derniers sont poursuivis par l'organisation qui a lancé l'attaque bioterroriste, car le sang de Jake se révèle un atout majeur dans la lutte contre cet attentat. Cependant, son passé et ses origines restent sombres pour Sherry, Jake n'accordant pas facilement sa confiance à qui que ce soit.
Ada Wong se retrouve également mêlée malgré elle dans l’aventure des protagonistes mentionnés précédemment, elle est contactée par Derek C. Simmons qui souhaite la mettre sur la piste d’une de ses expériences, utilisant des détails pour la perturber comme une vidéo de directives datant d’il y a 6 mois, destinée à cette dernière.
Elle découvre dans un laboratoire une cassette vidéo montrant le “Projet Ada”, une expérience supervisée par Simmons et son équipe visant a kidnapper des jeunes femmes afin de leur injecter un mélange du Virus C avec l’ADN de Wong afin de créer un clone parfait de cette dernière.
À la suite d'un appel de ce qu’on pense être Simmons, on découvre que la personne qui contactait Ada est en réalité Carla Radames, une scientifique qui travaillait aux côtés de Simmons et le cobaye réussi du Projet Ada, qui lui apprend qu’une attaque bioterroriste va être lancée en Chine et qu’elle sera portée responsable, Carla ayant utilisé l’identité d’Ada durant tout ce temps.
Elle décide donc de partir pour la Chine afin de stopper les plans maléfiques de Carla et Derek mais doit également survivre à la confusion de Chris et Piers, qui poursuivent Carla et Ada sans faire la différence entre les deux femmes, la différence étant seulement vestimentaire (Ada est habillée d’un pantalon en cuir noir et d’une chemise rouge, et Carla porte une robe bleue et une écharpe rouge).

## Système de jeu

### Personnages
Resident Evil 6 met en scène une multitude de personnages avec des intrigues entremêlées. Trois anciens protagonistes de la série, Chris Redfield, Leon S. Kennedy et Sherry Birkin feront équipe avec leurs partenaires respectifs, formant ainsi trois duos différents pour autant de scénarios. Ada Wong est aussi de la partie, proposant un scénario supplémentaire dévoilant davantage d'information quant à l'intrigue.

### Bestiaire
Les monstres dans ce jeu sont infectés par le « Virus C ».
- Les principaux ennemis du jeu sont les Zombies (pas revus depuis Resident Evil 3: Nemesis et Resident Evil: Code Veronica) mais ceux-là peuvent courir, vous sauter dessus, utiliser des armes pour certains, contrairement aux zombies du virus T bien sur.
- D'autres monstres moins connus dans la saga sont des mutants nommés les J'avos (littéralement : « Démon »). Ce sont des mutants qui gardent une partie humaine, comme la parole et la réflexion. Ils sont très difficiles à tuer : plus ils subissent de dommages, plus ils mutent. À noter aussi qu'il y a des Neo Umbrella J'avo.
- Ustanak est un ennemi qui, comme le Nemesis de RE3 avec Jill Valentine poursuit Jake et Sherry lors de leurs péripéties.

Il y a d'autres monstres comme Whopper , Shrieker , Zombie Dog , Rasklapanje et Ogroman.
Les mutations des j'avos comme 	Glava (Glava-Sluz , Glava-Smech , Glava-Begunac , Glava-Dim) - Ruka (Ruka-Srp , Ruka-Hvatanje , Ruka-Bedem) - Noga (Noga-Trchanje , Noga-Let , Noga-Skakanje , Noga-Oklop) - Telo (Telo-Eksplozija , Telo-Krljust , Telo-Magla).
Les chrysalides comme Strelac , Napad , Mesec et Gnezdo.
Les boss sont Lepotica , Brzak , Deborah Harper , Derek C. Simmons , Iluzija , Ubistvo , HAOS et Carla Radames.

### Les Mercenaires
Ce mode de jeu supplémentaire est devenu habituel depuis Resident Evil 4. Le but est de tuer le maximum d'ennemis (150 au total), dans un temps limité. Des temps bonus peuvent être obtenu de deux façons : en tuant son adversaire au corps à corps (+ 5, + 7, + 10); ou alors en cognant sur des "sabliers" répartit à divers endroits de la map.
Les points s'accumulent en fonction du nombre de combos, et de la valeur de l'ennemi; par exemple un Cerbère rapporte 100 points, un Zombie 300 points et un Whopper (genre de sumo zombie) 1000 points.
La meilleure note est S (140 000 et + en solo ; 220 000 et + à deux). La plus mauvaise est E (entre 0 et 39 999 en solo ; 0 - 59 999 à deux)

## Développement
Les premiers à en parler sont Keiji Inafune, anciennement chef de la production mondiale de Capcom et Jun Takeuchi, producteur du cinquième volet. L'un a précisé que le sixième épisode devrait sortir rapidement étant donné le succès du cinquième, et Takeuchi a évoqué un reboot déjà en février 2009.
Un logo de Resident Evil 6 a été divulgué à la Comic-Con de San Diego le 22 juillet 2011 accompagné d'une date : le 15 septembre 2011, alimentant ainsi des spéculations sur une possible annonce officielle lors du Tokyo Game Show s'organisant autour de cette date. Malgré les rumeurs, il n'y a pas eu d'annonce, du moins au grand public, car des rumeurs ont persisté à propos d'une diffusion d'un bref teaser dans un cercle très fermé. Capcom ayant refusé de commenter. Une bande annonce officielle est dévoilée le 19 janvier 2012.
Principaux membres de l'équipe de développement
- Hiroyuki Kobayashi : producteur exécutif
- Eiichiro Sasaki, Yoshiaki Hirabayashi : directeurs
- Akihiko Narita : compositeur

### Doublages
| Personnages              | Resident Evil       | Resident Evil    | Biohazard          |
| Personnages              | Américain           | Français         | Japonais           |
| Léon S. Kennedy          | Matthew Mercer      | Gilles Morvan    | Toshiyuki Morikawa |
| Chris Redfield           | Roger Craig Smith   | Boris Rehlinger  | Hiroki Tōchi       |
| Sherry Birkin            | Eden Riegel         | Geneviève Doang  | Māya Sakamoto      |
| Ada Wong / Carla Radames | Courtenay Taylor    | Juliette Degenne | Junko Minagawa     |
| Helena Harper            | Laura Bailey        | Laura Blanc      | Mayumi Sako        |
| Piers Nivans             | Christopher Emerson | Benoît DuPac     | Shuhei Sakaguchi   |
| Jake Muller              | Troy Baker          | Nessym Guetat    | Daisuke Namikawa   |
| Ingrid Hunnigan          | Salli Saffioti      | Stéphanie Hédin  | Yu Sugimoto        |
| Derek Simmons            | Joe Cappelletti     | Bernard Bollet   | Takayuki Sugo      |
| Deborah Harper           | Kate Higgins        | Noémie Orphelin  |                    |
| Serbian General          | Dario Deak          |                  |                    |
| Adam Benford             |                     | Lionel Tua       | Katsuhiko Sasaki   |
| Finn Macauley            |                     |                  |                    |

## Accueil
Resident Evil 6 suscite une polémique à sa sortie. Accueilli par la presse spécialisée avec ambivalence, certains aspects du jeu tels la caméra brouillonne, les problèmes de rythme, le scénario et les enchaînements de QTE qui nuisent à l'immersion ont agacé un grand nombre de joueurs.